# Mysorische Rakete

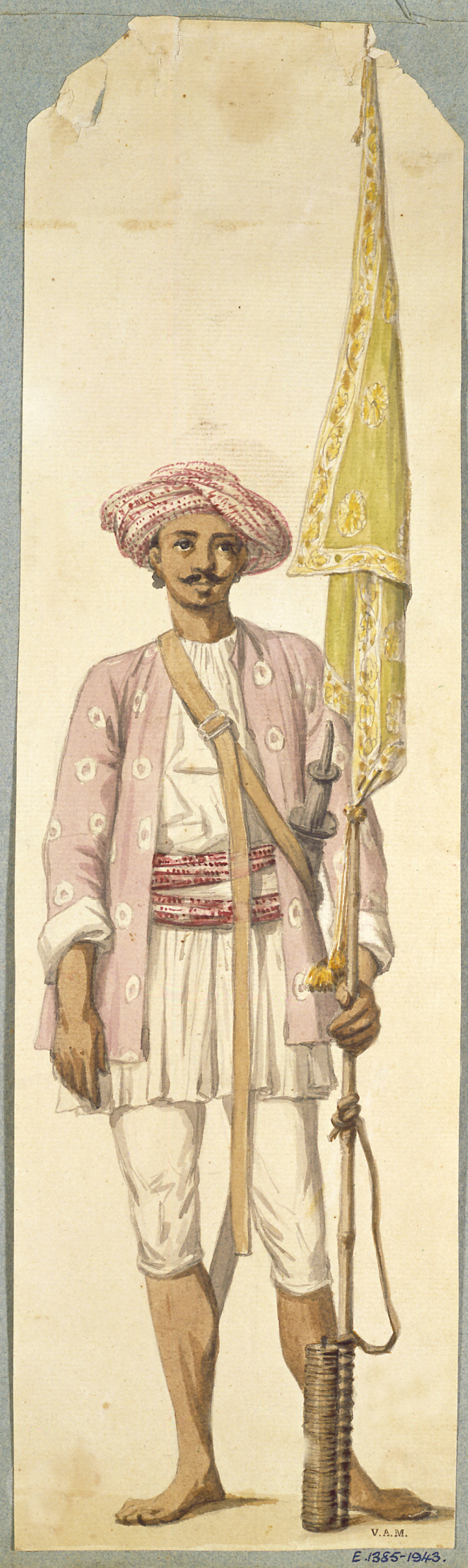
Ein Soldat der Armee Tipu Sultans benutzt seine Rakete als Flaggenmast (Robert Home, 1793/4).

Mysorische Raketen gehörten zu den ersten eisenummantelten Raketen, die für militärische Zwecke genutzt wurden. Schon in der Schlacht von Panipat (1761) zählten Raketen zum festen Bestand des nordindischen Heeres von Ahmad Schah Durrani.
Hyder Ali, zwischen 1761 und 1782 König von Mysore, und sein Sohn Tipu Sultan benutzten diese Waffe erfolgreich gegen die British East India Company in den 80er und 90er Jahren des 18. Jahrhunderts. Durch die militärische Auseinandersetzung zwischen Mysoren und Briten wurde diese Technologie später nach Europa transferiert und führte dort zur Entwicklung der Congreve'schen Rakete im Jahr 1805.

## Technologie und Entwicklung
Hayder Ali und sein Sohn Tipu Sultan entwickelten in Bangalore ein Konzept, das den Nutzen von Schwertern und Klingen mit der Reichweite von Raketen verband, um mit einer solchen Waffe den Vorstoß des britischen Militärs zu stoppen. Unter Hyder Ali stellte die mysorische Armee dazu eine spezialisierte Einheit von bis zu 1200 Soldaten auf. Während der Schlacht von Pollilur im Jahr 1780 (Zweiter Mysore-Krieg) wurde ein britisches Munitionslager von mysorischen Raketen getroffen und zerstört, was zur Niederlage der Briten beitrug. Auch in den Schlachten von Srirangapatam (1792) und Seringapatam (1799) kamen die mysorischen Raketen erfolgreich gegen die britischen Streitkräfte zum Einsatz.
Hyder Ali und Tipu Sultan setzten die Raketen auch gegen größere britische Einheiten der British East India Company während der Mysore-Kriege ein. Diese eisenbewehrten Flugkörper, die über einen bis zu drei Meter langen Bambusstock als Leitwerk verfügten und an deren Spitze man u. a. auch Metallklingen angebracht hatte, flogen nach dem Anzünden bis zu zwei Kilometer durch die Luft, bevor sie zu Boden fielen und dadurch zu einer Bedrohung für den Gegner wurden. Obwohl sie unpräzise und fehlerbehaftet waren, so erzeugten sie einen hohen psychologischen Effekt auf Soldaten, die zuvor mit dieser Waffe noch nicht konfrontiert wurden. Erst der massenhafte Einsatz dieser Raketen machte sie zu einer Gefahr für Mensch und Tier auf dem Schlachtfeld. Die britischen Streitkräfte zeigten sich sehr beeindruckt von der Idee, Raketen als Waffen einzusetzen und entwickelten diese Technologie im 19. Jahrhundert weiter. Raketen waren in Europa zwar bereits bekannt und es gab auch Überlegungen, diese als Waffen einzusetzen, ihr Entwicklungsstand war jedoch gering. Die Stadtteile, in denen Raketen und Feuerwerkskörper hergestellt wurden, nannte man Taramandal Pet. Tipu Sultan verfasste eine Vorschrift (Fathul Mujahidin), nach der je 200 Raketenbediener einer mysorischen Brigade (cushoon) zugeordnet waren. Diese Bediener waren für die Raketenbenutzung speziell ausgebildet. Die Raketen hatten unterschiedliche Größen.

## Adaption der Technologie im britischen Königreich
Nach dem Fall von Srirangapattana wurden 600 Werfer, 700 Raketen und 9,000 leere Kartuschen gefunden. Dieses Arsenal diente der britischen Armee als Grundlage für die eigene Raketenforschung ab 1801. 1805 erfolgte eine erste Demonstration von Feststoffraketen und wurde in dem Buch A Concise Account of the Origin and Progress of the Rocket System von William Congreve dargestellt. Congreve’sche Raketen wurden während der napoleonischen Kriege durch die britische Armee systematisch eingesetzt. Sie kamen auch in der Schlacht von Baltimore 1814 zum Einsatz und wurden im Gedicht The Star Spangled Banner, der späteren amerikanischen Nationalhymne, erwähnt (And the rockets' red glare, the bombs bursting in air). Auch während der Schlacht bei Waterloo 1815 kamen diese Raketen zum Einsatz.

## Verweise
1. ↑  "...die Raketenmänner mit ihren magischen Kräften zehrten den Lebensfaden der Helden des Schlachtfelds auf, indem sie ihre falkengeflügelten Pfeile verschossen... die einzige Furcht der berühmten, tapferen Krieger galt den Kanonenkugeln und dem Anflug einer Rakete"; Muhammad Jafar Shamlu, Augenzeuge und Chronist der Schlacht, zit. nach Henry Miers Elliot. John Dowson: The History of India, as Told by Its Own Historians. The Muhammadan Period. Bd. viii. London: Trübner 1877 (ND ND Oxford UP 2013), Kap. ciii, S. 153 Onlineausgabe
2. ↑  Roddam Narasimha: Rockets in Mysore and Britain, 1750-1850 A.D. National Aerospace Laboratories, India, 1985, abgerufen am 30. November 2011.
3. ↑  Frederick C. Durant III, Stephen Oliver Fought, John F. Guilmartin, Jr.: Rocket and missile system. Encyclopædia Britannica, abgerufen am 19. Dezember 2011.